# 雷尔 (石勒苏益格-荷尔斯泰因州)
雷尔是德国石勒苏益格－荷尔斯泰因州的一个市镇。总面积15.30平方公里，总人口758人，其中男性389人，女性369人（2011年12月31日），人口密度50人/平方公里。